# Antichrist (film)
Pour les articles homonymes, voir Antéchrist (homonymie).
Pour plus de détails, voir Fiche technique et Distribution.
Antichrist est un film d'horreur franco-germano-danois-polonais réalisé par Lars von Trier. Il est sorti le 3 juin 2009. Présenté en compétition officielle au festival de Cannes 2009, il a été récompensé par le prix d'interprétation féminine attribué à Charlotte Gainsbourg.
Le film met en scène un couple qui perd son enfant dans un accident, alors qu'ils étaient occupés à faire l'amour. La femme se sent responsable. Son mari (psycho)thérapeute tente de la soigner. La thérapie les amènera à se rendre dans un chalet retiré dans les bois, où la femme et son fils avaient coutume de passer du temps.
Le film est dédié au réalisateur Andreï Tarkovski (1932-1986).

## Synopsis
Le film est divisé en quatre chapitres, encadrés par un prologue et un épilogue :
- Prologue

Le couple fait l'amour - scène filmée au ralenti, en partant de la douche vers leur chambre. Pendant ce temps, leur enfant sort lentement de son enclos. Il va dans la chambre de ses parents, les voit faire l'amour. Il monte sur une table contre un mur avec une fenêtre entrouverte, fait tomber des objets. Le couple continue ses ébats. Finalement l'enfant se met debout sur le rebord de la fenêtre, glisse et tombe par la fenêtre, dans la rue, dans la neige. 
Un plan sur une machine à laver tournant nous indique peut-être que c'est son bruit qui a empêché les parents de se rendre compte de la gravité de la situation.
- Chapitre Un (5 min 45 s) : Grief (Deuil)

Lors de l'enterrement, la femme s'effondre. Un mois plus tard, son mari la sort de l'hôpital. Elle se sent terriblement coupable, sa souffrance est immense, tourne au cauchemar, à l'angoisse, au point qu'elle désire mourir aussi. Son mari tente une thérapie pour l'aider. Il reçoit en parallèle une lettre d'un médecin légiste, qu'il préfère ne pas ouvrir dans l'immédiat.
Il questionne sa femme sur ses peurs, mais elle n'est pas certaine d'en avoir de précises, sinon celle d'un lieu nommé Eden (mais pas au sommet de la pyramide de ses peurs cependant), sorte de chalet dans la forêt où elle avait pour habitude d'aller avec son fils. Ils décident de s'y rendre dans le cadre de la thérapie. 
Elle décrit différents lieux, sur le chemin, qui lui font peur : un pont, un terrier de renard, un arbre mort. Arrivés sur les lieux, la femme fait une sieste dans les bois, et le mari voit alors une étrange apparition de biche, au faon mort-né encore accroché à son corps.
- Chapitre Deux (36 min 00 s) : Pain : Chaos Reigns (Douleur : le chaos règne)

Plusieurs souvenirs reviennent à la femme dans ce lieu où ils ont été avec leur enfant. Elle compare les glands qui tombent du chêne sur le toit de la cabane à des enfants de l'arbre qui tombent et meurent par milliers, et elle en conclut que la nature est terrible, semblable à Satan. Le mari suppose alors que ce qu'elle nomme « Satan » pourrait être le sommet de la pyramide de ses peurs. Finalement, à force de thérapie, elle semble aller mieux. Cependant il reste dubitatif, et elle le prend mal.
Alors qu'elle part dans la forêt, en tentant de la suivre, il trouve dans les fougères un étrange renard, blessé ou mort, qui lui dit d'une voix grave « Le chaos règne ».
- Chapitre Trois (58 min 10 s) : Despair (Gynocide) (Désespoir (Gynocide))

On découvre que par le passé elle a fait une thèse sur les sorcières et les souffrances infligées aux femmes. Il semble que sa grande culpabilité dans la mort de son fils pendant qu'elle faisait l'amour la conduit à donner raison aux tortionnaires qu'elle dénonçait dans sa thèse ; elle dit à son mari : « Les femmes ne contrôlent pas leur propre corps, c'est la nature ». 
La lettre reçue par son mari plus tôt s'avère être une autopsie révélant que leur fils avait une légère malformation aux pieds. Elle trouve la lettre ; quant au mari, il trouve des photographies de son fils à Eden, avec les chaussures à l'envers (chaussure du pied droit au pied gauche, et inversement). Il lui montre ces photos, et elle semble étonnée. Dans l'atelier, il trouve d'autres photos aux chaussures inversées, et complète le sommet de la pyramide des peurs de sa femme, comme étant elle-même.
Elle l'agresse par surprise dans l'atelier. Ils font l'amour et elle lui donne alors un coup sur le sexe avec une bûche ; il s'évanouit, elle le masturbe et il éjacule du sang (toujours évanoui). Elle creuse un trou au vilebrequin dans son mollet, et y attache une meule en y passant une barre métallique, serrée d'un écrou, pour l'immobiliser. Elle sort et cache la clé à molette sous le chalet. Il finit par se réveiller, s'échappe en rampant. 
S'apercevant de sa fuite, elle cherche dans les bois. Il se cache dans le terrier de renard dont elle avait peur. Il y trouve un corbeau vivant, enterré, qui se met à crier. Sa femme le trouve, essaie de le faire sortir, cherche une pelle pour creuser. Elle finit par le frapper et l'ensevelir avec cette pelle.
- Chapitre Quatre (1 h 23 min 00 s) : The Three Beggars (Les trois mendiants)

Elle reprend ses esprits et déterre le mari, toujours vivant malgré les douleurs infligées. Elle le ramène avec sa meule au mollet a l'intérieur du chalet. Il lui demande si elle va le tuer, elle lui répond que pas encore, seulement quand les trois mendiants seront là ; car quand ils sont là, quelqu'un doit mourir. Elle sombre à nouveau dans une crise de démence, prend des ciseaux et se coupe le clitoris et une partie des lèvres (scène filmée en gros plan). Elle s'évanouit. Le mari voit à nouveau les trois animaux apparaître, les cris du corbeaux sous terre lui font fracasser le plancher, et il trouve la clé à molette.
Il essaie de se libérer de sa meule, mais sa femme se réveille et tente de l'empêcher, l'attaquant avec une paire de ciseaux. Il jette les ciseaux, puis se libère, et finalement il l'étrangle, la tue puis la brûle dans un grand feu devant la cabane.
- Épilogue (1 h 35 min 50 s)

Le mari s'en retourne avec une béquille. Il voit apparaître des centaines de femmes, visages floutés, qui se rassemblent (scène qui évoque le sabbat des sorcières).

## Fiche technique
- Titre : Antichrist
- Réalisation : Lars von Trier
- Scénario : Lars von Trier et Anders Thomas Jensen
- Directeur de la photographie : Anthony Dod Mantle
- Montage : Anders Refn
- Production : Meta Louise Foldager (da)
- Société de production: Zentropa
- Pays d'origine :  Allemagne,  Danemark,  France,  Pologne,  Suède et  Italie
- Langues originales : anglais, allemand et français
- Genres : drame, horreur, thriller
- Dates de sortie :
  - France : 18 mai 2009 (Festival de Cannes) et 3 juin 2009 (sortie nationale)
  - Danemark : 20 mai 2009
  - Allemagne : 10 septembre 2009
  - Belgique : 16 septembre 2009
  - Pologne : 29 mai 2009
- Film interdit aux moins de 16 ans lors de sa sortie en salles en France.

## Distribution
| |  |  |
| Les acteurs principaux Willem Dafoe et Charlotte Gainsbourg aux premières du film au TIFF 2009 et au Festival de Cannes 2009. |  |  |

- Willem Dafoe (VF : Thierry Hancisse) : Lui
- Charlotte Gainsbourg (VF : elle-même) : Elle
- Storm Acheche Sahlstrøm : Nic

Source et légende : Version française (VF) sur le site d'AlterEgo (la société de doublage)

## Technique et style
- Le Prologue et l'Épilogue sont des scènes en noir et blanc filmées au ralenti (jusqu'à 1 000 images par seconde).

Lars von Trier qualifie le style de ces scènes de « monumental », en comparaison avec le reste du film, qu'il voulait plus brut, à la façon d'un documentaire (utilisation comme souvent chez Lars von Trier d'une caméra à l'épaule).
- Le réalisateur décrit sa démarche créative comme étant presque surréaliste, bien que n'usant pas de ce terme : « The work on the script did not follow my usual modus operandi. Scenes were added for no reason. Images were composed free of logic or dramatic thinking. They often came from dreams I was having at the time, or dreams I'd had earlier in my life. »[3].

(« Je n'ai pas suivi ma méthode de travail habituelle sur ce script. Des scènes ont été ajoutées sans raison. Les images ont été composées sans pensée logique ou dramatique. Elles venaient souvent des rêves que j'avais pendant cette période, ou de rêves que j'ai eus plus tôt dans ma vie »).

## Polémique et accueil critique
Le film a été projeté en sélection officielle au Festival de Cannes le 18 mai 2009 où il crée une polémique. Les principales critiques portent sur l'extrême violence de certaines scènes où se côtoient sexe et mutilation. À la conférence de presse, Lars von Trier refuse de se justifier sur sa vision. Devant l'insistance des journalistes et un moment de silence, il déclare : « I feel it's a very strange question that I have to excuse myself [ ... ] I am the best film director in the world »,. (« J'ai le sentiment que c'est une étrange chose que j'aie à m'excuser [...] Je suis le meilleur réalisateur de films du monde »).

Le considérant comme un film misogyne, le Jury œcuménique lui attribue un « anti-prix ».
Les critiques français ont émis de grandes réserves sur le film. La presse a été (presque) unanimement assassine.
- Au Masque et la Plume, Xavier Leherpeur de Studio Ciné Live parle d'un film « abject et dégueulasse » à l'« esthétique nulle », digne « d'une publicité pour un lave-linge » ou d'un « clip de Laurent Boutonnat pour Mylène Farmer ». Danièle Heymann de Marianne souligne le discours frelaté du cinéaste, « vide de symboles », qui produit un « méli-mélo insoutenable ».
- Michel Ciment de Positif évoque « le faux scandale » provoqué par le cinéaste au Festival de Cannes, qui ne fait simplement que du « sous-Ingmar Bergman ». Eva Bettan de France Inter résume le film comme étant un « salmigondis » idéologique, un agrégat d'éléments « sans fond »[7].
- Le Figaro évoque « un thriller érotico-horrifique, comique malgré lui »[8][source insuffisante], parce que « puéril, prétentieux et grotesque »[9][source insuffisante].
- Pierre Murat dans Télérama relève également l'échec de Lars Von Trier à atteindre « la profondeur d'un Bergman » : le critique accuse le prologue du film d'être « extrêmement ridicule, à l'esthétisme de pub pour eau de toilette et à la provoc imbécile » et le propos d'être « encombré de trucs toc et de lourdeurs »[10][source insuffisante].
- Le Parisien salue la prestation des acteurs mais juge le film « bavard et assez barbant » et rajoute que le récit « pêche par son propos brumeux et immature sur la culpabilité et la sexualité »[11][source insuffisante].
- Olivier Seguret dans Libération avoue son incapacité à saisir le message du film : « c'est quoi l'idée, au fond, une fois encaissés les chocs scopiques et digérées les références sulfatées à tout va (de Bergman à Tarkovski, auquel le film est dédié) ? La femme est une matrice nymphomane et l'homme un thérapeute impuissant ? »[12][source insuffisante].
- Pour comprendre l'œuvre, Jacques Mandelbaum dans Le Monde propose de « considérer ce spectacle comme la mise en scène d'un règlement de comptes, d'une sidérante violence onirique, de Lars von Trier avec lui-même ». Mais le critique s'interroge : « reste à savoir jusqu'où ce terrifiant exutoire peut être partagé »[13][source insuffisante].

Jean-Michel Frodon dans Les Cahiers du cinéma et Pascal Mérigeau dans Le Nouvel Observateur ont pour leurs parts fortement défendu le film.
En janvier 2017, le film est interdit aux moins de 18 ans en France, à la suite des demandes de l'association Promouvoir au Conseil d'État.

## Distinctions
Malgré les vives critiques et la controverse, le Prix d'interprétation féminine du Festival de Cannes 2009 est décerné à Charlotte Gainsbourg. La rumeur en a même fait le film favori de la présidente du jury Isabelle Huppert qui aurait souhaité l'imposer pour la Palme d'or, créant ainsi des conflits au sein du jury, notamment avec le réalisateur américain James Gray,.
Il reçoit le Nordic Council Film Prize en 2009, le Grand Prix de l'Union de la critique de cinéma (UCC) en 2010 et le Robert du meilleur film danois.

## Autour du film
- La musique entendue dans le prologue est l'aria « Lascia ch'io pianga » (« Laissez-moi pleurer ») extrait de Rinaldo, un opéra en trois actes de Haendel.
- Lars von Trier était en état dépressif pendant l'écriture du scénario et le tournage du film lui a été salutaire : « Je me trouvais dans une profonde dépression, il y a deux ans. C'était très dur, et il a été pour moi comme une thérapie »[16].
- Lars von Trier dit avoir beaucoup pensé au dramaturge suédois Strindberg et au réalisateur russe Tarkovski, auquel le film est dédié, pendant le tournage du film.
- Pour le rôle féminin principal, Lars von Trier songeait initialement l'attribuer à l'actrice Eva Green, mais cette dernière déclina la proposition, car elle ne veut plus tourner des scènes trop dénudées à la suite de son expérience sur le film Innocents[17].

## Procédures juridiques
Le visa du film a été attaqué devant le Conseil d'État par plusieurs associations de défense de la dignité humaine ou des mineurs, emmenées par l'association catholique « Promouvoir », qui a déjà obtenu par le passé l'annulation du visa du film Baise-moi ainsi que du film Ken Park. Ces deux films ayant obtenu un visa assorti d'une interdiction aux moins de 18 ans par la suite (non classé X). La haute juridiction a accueilli la demande d'annulation par un arrêt du 25 novembre 2009, pour défaut de motivation du visa. Un nouveau visa (de mention identique au précédent) est accordé le lendemain au film par le ministre de la culture, Frédéric Mitterrand. Peu de temps après, l'association « Promouvoir » attaque à nouveau le visa du film devant le Conseil d'État. Par un arrêt du 29 juin 2012, le Conseil d'État annule une nouvelle fois le visa du film de Lars von Trier pour défaut de motivation de visa. En août 2012, la ministre de la culture Aurélie Filippetti accorde un nouveau visa (de même mention que celui d'avant) au film après un avis détaillé de la commission de classification du CNC.

Le 3 février 2016, la cour administrative d'appel de Paris a accédé à la demande de l'association « Promouvoir » et pris la décision d'annuler le visa d'exploitation du film pour les mineurs en raison de ses « scènes de très grande violence » et de ses « scènes de sexe non simulées ». Ceci a été contesté par le ministère de la Culture mais confirmé par le Conseil d'État le 13 janvier 2017.